# Stinkender Tofu

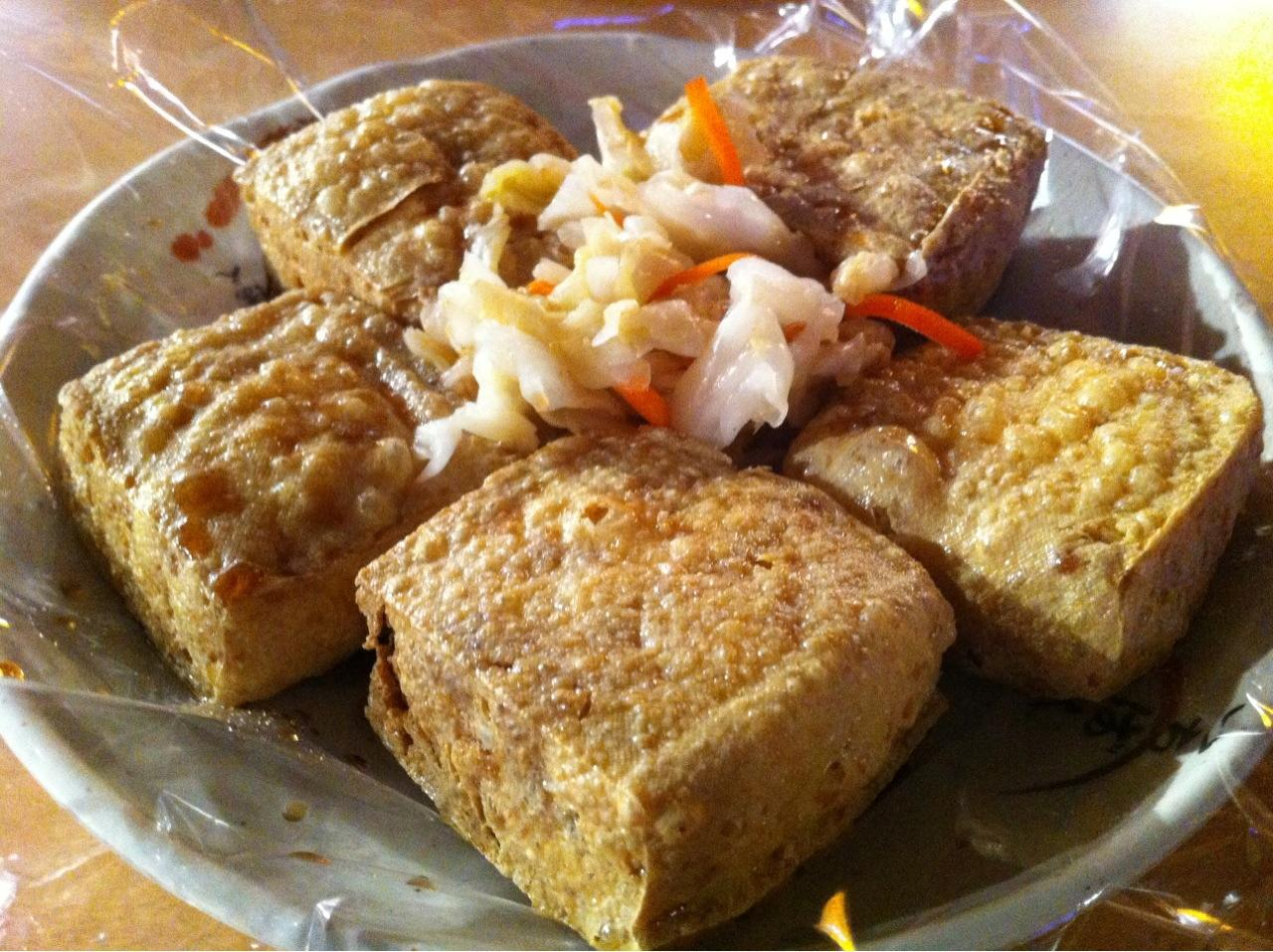
Frittierter Stinkender Tofu mit Essiggemüse

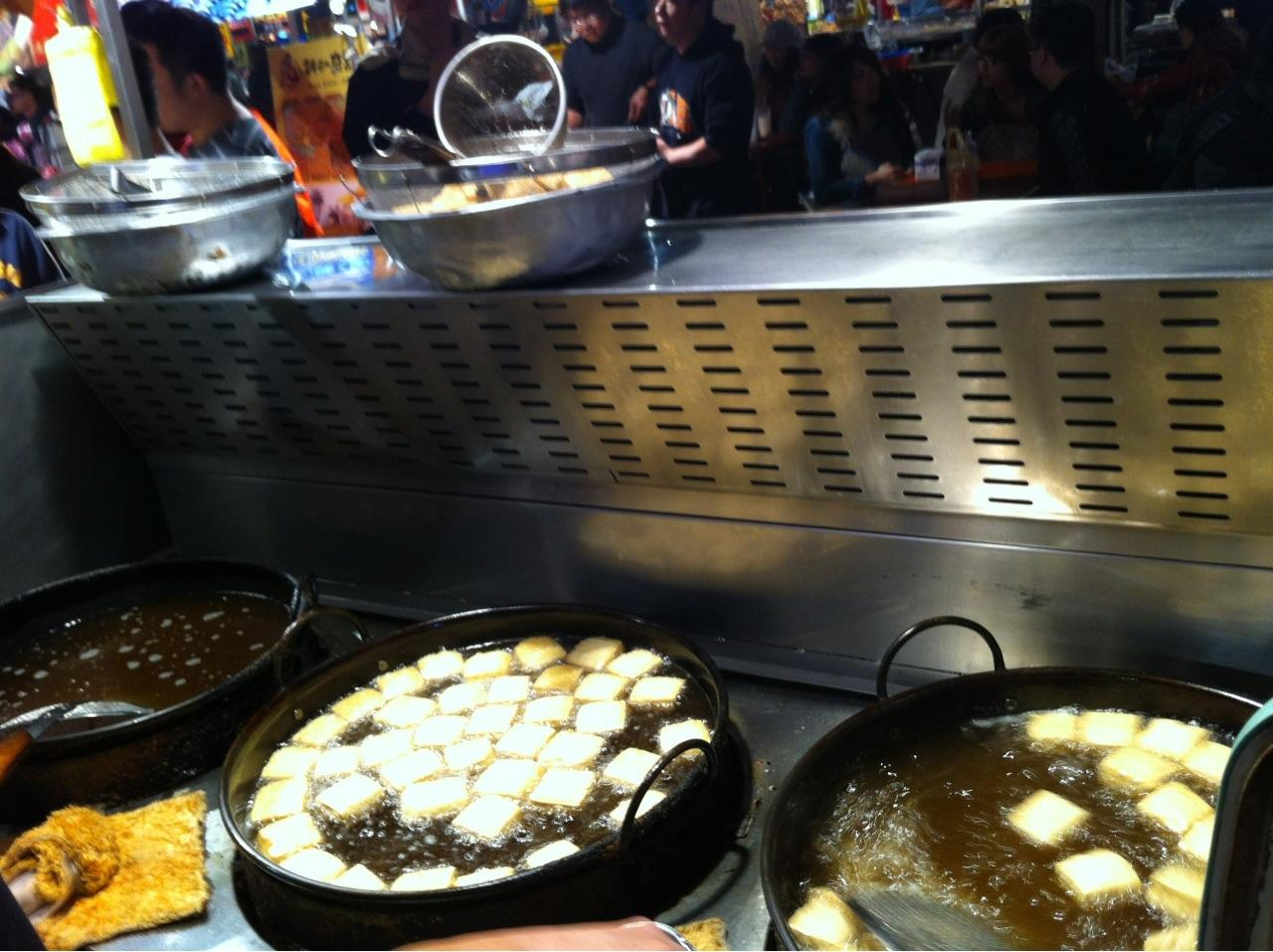
Stinkender Tofu in der Fritteuse

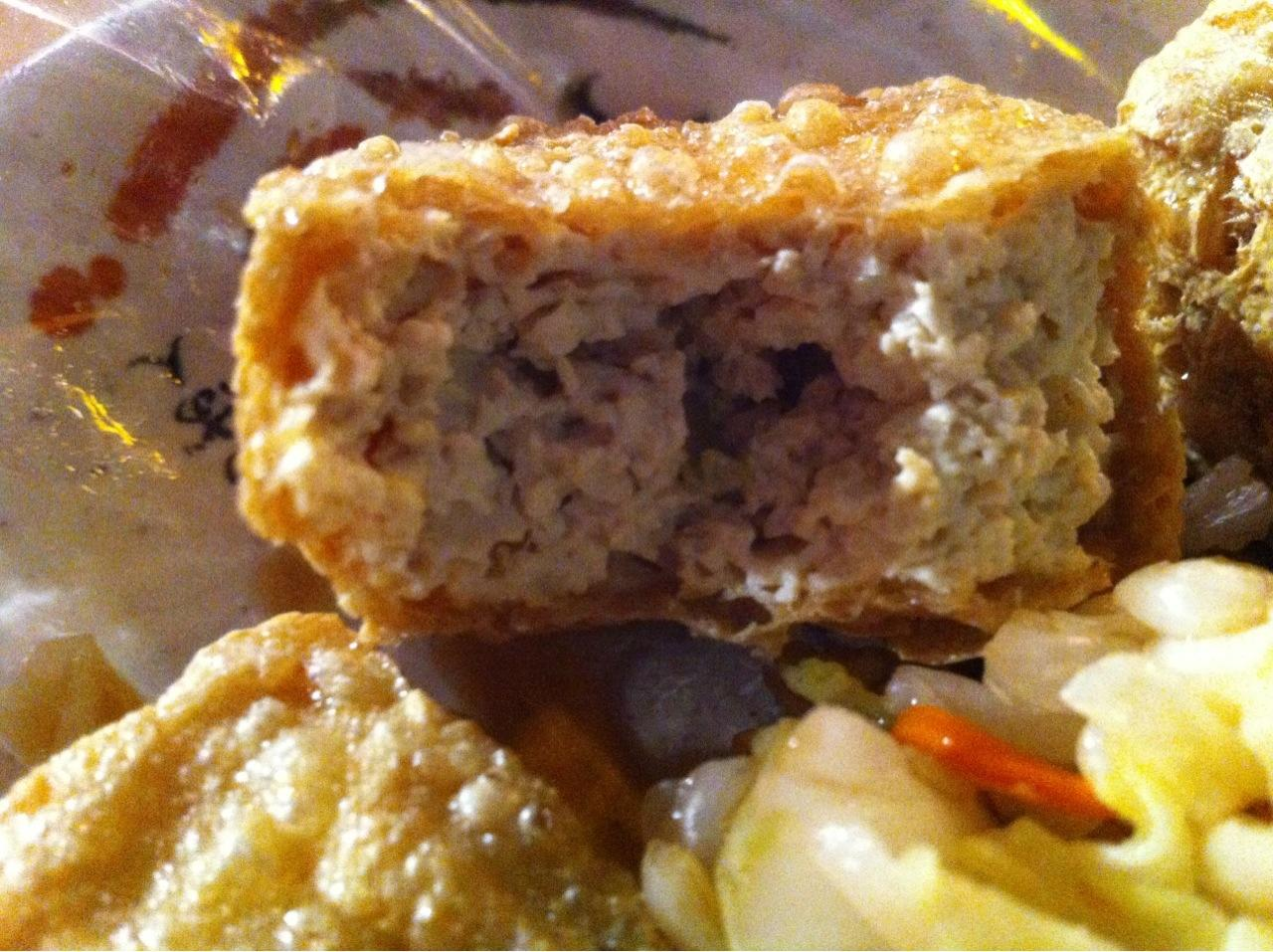
Stinkender Tofu von innen

Gedämpfter Stinkender Tofu in scharfer Soße

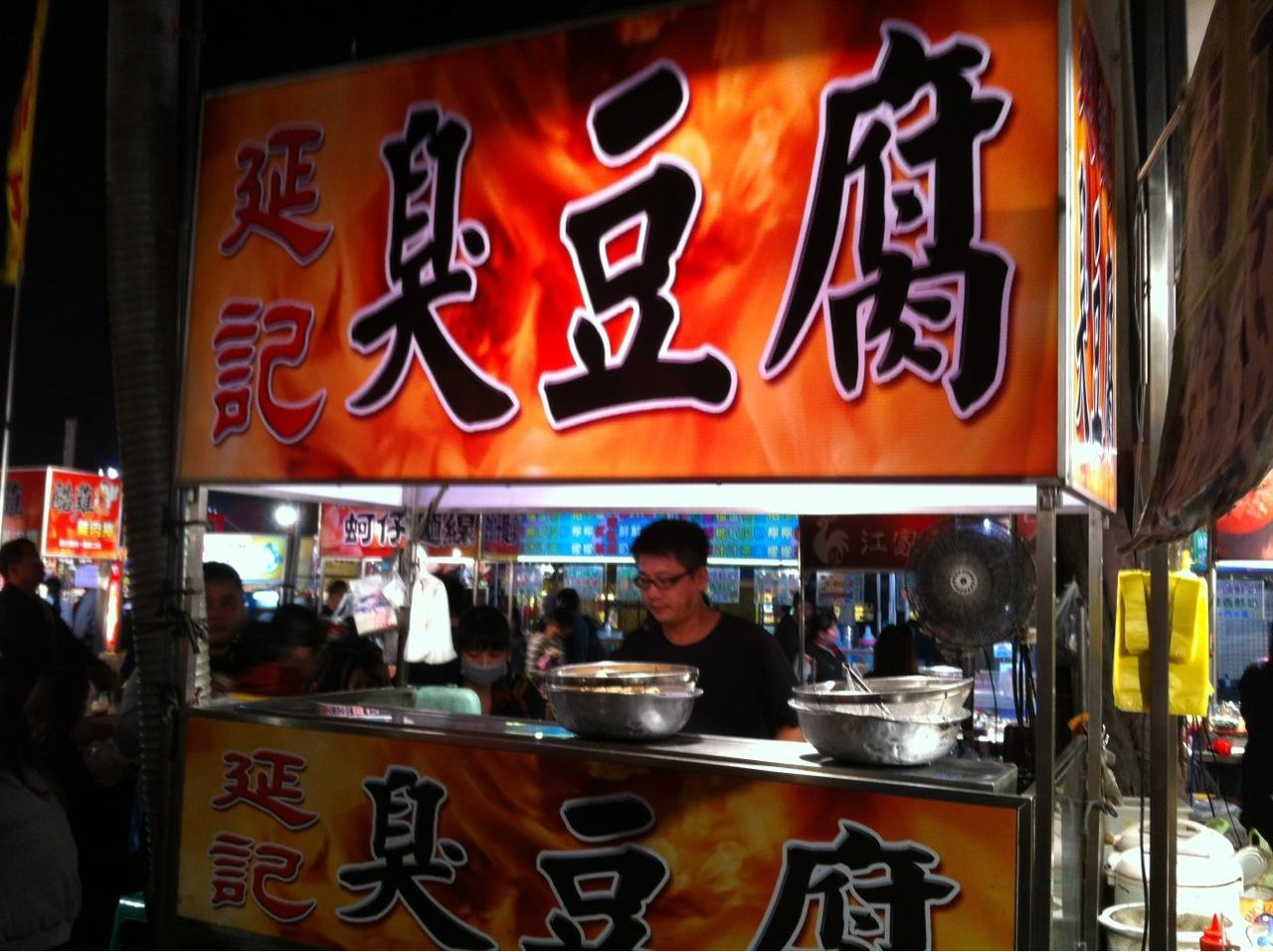
Stinkender-Tofu-Stand in Taiwan

Stinkender Tofu (chinesisch 臭豆腐, Pinyin chòu dòufu) ist ein traditionelles chinesisches Gericht, zubereitet aus fermentiertem und mariniertem Tofu und von intensivem („stinkendem“) Geruch und Geschmack. Das im ganzen chinesischen Kulturkreis beliebte Gericht war ursprünglich ein preiswerter Imbiss, der an Imbissbuden oder -ständen und auf Nachtmärkten verfügbar war. Heute gibt es auch reine Stinkender-Tofu-Restaurants.

## Herkunftslegende
Einer – allerdings schwer überprüfbaren – Legende nach wurde Stinkender Tofu im 17. Jahrhundert durch Zufall von einem Mann namens Wang Zhihe erfunden. Nachdem Wang bei den kaiserlichen Beamtenprüfungen in Peking durchgefallen war, verdiente er sich seinen Lebensunterhalt als Tofuverkäufer. Als er einmal eine größere Menge Tofu auf Lager hatte, bewahrte er etwas davon gesalzen in Krügen auf. Nach ein paar Tagen war der Tofu fermentiert, hatte sich verfärbt und stank, schmeckte jedoch ausgezeichnet, als Wang ihn kostete. Er brachte ihn auf den Markt und das Gericht „Stinkender Tofu“ war erfunden.

## Zubereitung
Stinkender Tofu wird in einer Gewürzlake fermentiert, die verschiedenartig zusammengesetzt sein kann. Die Dauer der Fermentierung kann mehrere Monate betragen, ist jedoch im Zuge der modernen Massenproduktion oft wesentlich kürzer. Je nach Grad der Fermentierung und abhängig von der Art der Marinade ergeben sich unterschiedliche Geschmacksrichtungen. Stinkender Tofu wird meist in Würfel geschnitten und frittiert, gedämpft, geschmort oder gegrillt zubereitet.

## Verzehr
Stinkender Tofu wird meistens mit süß-saurem Essiggemüse und Soja- oder Chilisoße gegessen. Häufig wird er auch als Zutat in Feuertöpfen verwendet. Die ungebrochene Beliebtheit des Stinkenden Tofus schlägt sich zudem in der kreativen Entwicklung neuer Gerichte nieder, wie zum Beispiel der mit Stinkendem Tofu gefüllten Shuijiao-Teigtaschen oder des „süßen“ und „salzigen“ Stinkenden Tofus in Taiwan.